# مدرسه آلبانی
مدرسه آلبانی یک مدرسه دوره آموزش متوسطه مختلط با نظام فرهنگستان است. این مدرسه در ناحیه هورنچورچ منطقه هیورینگ لندن کشور انگلستان قرار دارد.
نظام کاری این مدرسه از یکم اوت سال ۲۰۱۱ به آکادمی تغییر کرد. پیش از آن این مدرسه با نظام بنیادی و کالج سرمایه‌گذاری و کسب و کار با مدیریت شورای شهر منطقه هیورینگ اداره می‌شد. هم‌اکنون نیز این مدرسه با شورای شهر منطقه هیورینگ در ارتباط است.
گزارش سال ۲۰۱۳ آفستد، این مدرسه را در گروه «نیازمند به بهسازی» جای داد. اگرچه این مدرسه، در سال ۲۰۱۲ بهترین نتایج گواهی عمومی آموزش ثانوی را در طول تاریخ خود بدست آورده بود. به منظور بهسازی و رسیدن به اهداف گزارش، این مدرسه انجام برنامه‌ای را آغاز کرده‌است.